# Камберленд-Нарроус
Камберленд-Нарроус (англ. Cumberland Narrows) — ущелье в горном хребте Аллеганы в штате Мэриленд США.

## Описание
Живописное ущелье глубиной 1000 футов (305 метров) в округе Аллегейни в северо-западном Мэриленде, к северо-западу от города Камберленд. Прорезанное рекой Уилс-Крик, оно обеспечивает естественный проход с востока на запад, расположенный между горами Уилс и Хейстак, через горы Аллеганы. Проход, который изначально был индейской тропой, был обнаружен в 1755 году авангардным отрядом британских и колониальных войск во главе с генералом Эдвардом Брэддоком в злополучной попытке двинуться на запад через горы и изгнать французов из долины реки Огайо. Маршрут был преобразован в Камберлендскую (национальную) дорогу, также известную как Национальная Пайк, первое федерально финансируемое шоссе (разрешённое в 1806 году Конгрессом и построенное между Камберлендом и Уилингом, Западная Виргиния). Позднее она стала частью федерального шоссе US 40, идущего от Нью-Джерси до Калифорнии. Однако, теперь это ущелье объезжает межштатная автомагистраль 68. Пункт взимания платы в Ла-Вейле сохранился.